# Problema matemàtic
Un problema matemàtic és un problema de naturalesa matemàtica. Això significa que pot ser un problema del món real al qual s'apliquen les matemàtiques per solucionar-lo, com per exemple predir les òrbites dels planetes del sistema solar, o un problema de naturalesa més abstracta com ara els problemes de Hilbert. També pot ser ell mateix un problema referent als fonaments de les matemàtiques, com la paradoxa de Russell.
De manera informal es pot definir un problema matemàtic del "món real" com un problema relatiu a questions concretes, com per exemple: "En Jordi té cinc pomes i n'hi dona tres a la Meritxell. Quantes n'hi queden". Aquestes qüestions, normalment, són més difícils de resoldre que els exercicis habituals de matemàtiques com ara "5 − 3", fins i tot si es coneixen les matemàtiques necessàries per a resoldre'ls. Es fan servir per ensenyar els estudiants a connectar les situacions del món real amb el llenguatge abstracte de les matemàtiques, és a dir, a pensar amb lògica.
En general, emprar les matemàtiques per a resoldre problemes del món real, requereix un primer pas que és construir un model matemàtic del problema. Això implica una abstracció on es deslliura el problema dels detalls, s'ha d'anar amb compte de no perdre aspectes essencials del problema al transformar-lo en un problema del món matemàtic. Després el problema s'ha de resoldre en el món de les matemàtiques i s'ha de traslladar altre cop el resultat al context del problema original.